# Liste von Erkrankungen und Zuständen in Schwangerschaft, Geburt und Wochenbett nach ICD-10
Die Internationale statistische Klassifikation der Krankheiten und verwandter Gesundheitsprobleme (ICD-10) klassifiziert im Kapitel XV Erkrankungen und Zustände in Schwangerschaft, Geburt und Wochenbett nach untenstehendem Schlüssel.

## O00–O08 Schwangerschaft mit abortivem Ausgang
| Code | Beschreibung                                                              | Namen der Erkrankungen (Synonyme)                                                               | Übersichtsartikel     |
| ---- | ------------------------------------------------------------------------- | ----------------------------------------------------------------------------------------------- | --------------------- |
| O00  | Extrauteringravidität                                                     | Bauchhöhlenschwangerschaft, Eileiterschwangerschaft, Zervixschwangerschaft, Ovarschwangerschaft | Extrauteringravidität |
| O01  | Blasenmole                                                                | Blasenmole                                                                                      | –                     |
| O02  | Sonstige abnorme Konzeptionsprodukte                                      | Abortivei, Verhaltener Abort                                                                    | –                     |
| O03  | Spontanabort                                                              | Fehlgeburt                                                                                      | –                     |
| O04  | Ärztlich eingeleiteter Abort                                              | Schwangerschaftsabbruch                                                                         | –                     |
| O05  | Sonstiger Abort                                                           | –                                                                                               | –                     |
| O06  | Nicht näher bezeichneter Abort                                            | –                                                                                               | –                     |
| O07  | Misslungene Aborteinleitung                                               | –                                                                                               | –                     |
| O08  | Komplikationen nach Abort, Extrauteringravidität und Molenschwangerschaft | Endometritis, Adnexitis, Sepsis, Embolie, Akutes Nierenversagen, Läsion                         | –                     |

## O09  Schwangerschaftsdauer
Die Gruppe O09 Schwangerschaftsdauer ist in der ICD-10 der WHO nicht enthalten, jedoch in der ICD-10-GM, welche für die Kodierung im deutschen DRG-System geschaffen wurde. 
| Code | Beschreibung          | Namen der Erkrankungen (Synonyme)   | Übersichtsartikel     |
| ---- | --------------------- | ----------------------------------- | --------------------- |
| O09  | Schwangerschaftsdauer | Übertragung, Frühgeburt, Fehlgeburt | Schwangerschaftsdauer |

## O10–O16  Ödeme, Proteinurie und Hypertonie während der Schwangerschaft, der Geburt und des Wochenbettes
| Code | Beschreibung | Namen der Erkrankungen (Synonyme)                | Übersichtsartikel     |
| ---- | --- | ------------------------------------------------ | --------------------- |
| O10  | Vorher bestehende Hypertonie, die Schwangerschaft, Geburt und Wochenbett kompliziert                                | Arterielle Hypertonie                            | –                     |
| O11  | Vorher bestehende Hypertonie mit aufgepfropfter Proteinurie, die Schwangerschaft, Geburt und Wochenbett kompliziert | Arterielle Hypertonie, Proteinurie               | –                     |
| O12  | Gestationsödeme und Gestationsproteinurie [schwangerschaftsinduziert] ohne Hypertonie                               | Ödem                                             | Präeklampsie, Gestose |
| O13  | Gestationshypertonie [schwangerschaftsinduziert] ohne bedeutsame Proteinurie                                        | Gestationshypertonie                             | Präeklampsie, Gestose |
| O14  | Gestationshypertonie [schwangerschaftsinduziert] mit bedeutsamer Proteinurie                                        | Gestationshypertonie, Proteinurie, HELLP-Syndrom | Präeklampsie, Gestose |
| O15  | Eklampsie | –                                                | Eklampsie             |
| O16  | Nicht näher bezeichnete Hypertonie der Mutter                                                                       | –                                                | Hypertonie            |

## O20–O29  Sonstige Krankheiten der Mutter, die vorwiegend mit der Schwangerschaft verbunden sind
| Code | Beschreibung                                                                                        | Namen der Erkrankungen (Synonyme)                 | Übersichtsartikel        |
| ---- | --------------------------------------------------------------------------------------------------- | ------------------------------------------------- | ------------------------ |
| O20  | Blutung in der Frühschwangerschaft                                                                  | Blutungen in der Schwangerschaft                  | –                        |
| O21  | Übermäßiges Erbrechen während der Schwangerschaft                                                   | Hyperemesis gravidarum, Schwangerschaftserbrechen | Gestose                  |
| O22  | Venenkrankheiten als Komplikation in der Schwangerschaft                                            | Krampfadern                                       | –                        |
| O23  | Infektionen des Urogenitaltraktes in der Schwangerschaft                                            | Harnwegsinfekt, Kolpitis                          | –                        |
| O24  | Diabetes mellitus in der Schwangerschaft                                                            | Diabetes mellitus                                 | Schwangerschaftsdiabetes |
| O25  | Fehl- und Mangelernährung in der Schwangerschaft                                                    | –                                                 | Mangelernährung          |
| O26  | Betreuung der Mutter bei sonstigen Zuständen, die vorwiegend mit der Schwangerschaft verbunden sind | –                                                 | –                        |
| O27  | nicht vergeben                                                                                      | –                                                 | –                        |
| O28  | Abnorme Befunde bei der Screeninguntersuchung der Mutter zur pränatalen Diagnostik                  | –                                                 | Pränataldiagnostik       |
| O29  | Komplikationen bei Anästhesie in der Schwangerschaft                                                | Narkoserisiko, Narkosekomplikationen              | –                        |

## O30–O48  Betreuung der Mutter im Hinblick auf den Feten und die Amnionhöhle sowie mögliche Entbindungskomplikationen
| Code | Beschreibung                                                                                     | Namen der Erkrankungen (Synonyme)                                                                                    | Übersichtsartikel               |
| ---- | ------------------------------------------------------------------------------------------------ | --- | ------------------------------- |
| O30  | Mehrlingsschwangerschaft                                                                         | Zwillinge | Mehrlinge                       |
| O31  | Komplikationen, die für eine Mehrlingsschwangerschaft spezifisch sind                            | Zwillinge | Mehrlinge                       |
| O32  | Betreuung der Mutter bei festgestellter oder vermuteter Lage- und Einstellungsanomalie des Feten | Scheitelbeineinstellung, Hoher Geradstand, Hintere Hinterhauptslage, Schulterdystokie, Beckenendlage, Querlage,      | Einstellungsanomalie, Kindslage |
| O33  | Betreuung der Mutter bei festgestelltem oder vermutetem Missverhältnis zwischen Fetus und Becken | – | –                               |
| O34  | Betreuung der Mutter bei festgestellter oder vermuteter Anomalie der Beckenorgane                | Uterus unicornis, Uterus myomatosus, Zervixinsuffizienz                                                              | –                               |
| O35  | Betreuung der Mutter bei festgestellter oder vermuteter Anomalie oder Schädigung des Feten       | Intrauterine Wachstumsretardierung, Hydrops fetalis, Anenzephalie, Spina bifida, Rötelnembryofetopathie, Zytomegalie | –                               |
| O36  | Betreuung der Mutter wegen sonstiger festgestellter oder vermuteter Komplikationen beim Feten    | Toxoplasmose, Listeriose                                                                                             | –                               |
| O37  | nicht vergeben                                                                                   | – | –                               |
| O38  | nicht vergeben                                                                                   | – | –                               |
| O39  | nicht vergeben                                                                                   | – | –                               |
| O40  | Polyhydramnion                                                                                   | – | Polyhydramnion                  |
| O41  | Sonstige Veränderungen des Fruchtwassers und der Eihäute                                         | Oligohydramnion, Plazentitis                                                                                         | –                               |
| O42  | Vorzeitiger Blasensprung                                                                         | – | Blasensprung                    |
| O43  | Pathologische Zustände der Plazenta                                                              | Fetofetales Transfusionssyndrom, Placenta accreta                                                                    | –                               |
| O44  | Placenta praevia                                                                                 | – | Placenta praevia                |
| O45  | Vorzeitige Plazentalösung [Abruptio placentae]                                                   | – | Vorzeitige Plazentalösung       |
| O46  | Präpartale Blutung, anderenorts nicht klassifiziert                                              | – | –                               |
| O47  | Frustrane Kontraktionen [Unnütze Wehen]                                                          | – | Wehe                            |
| O48  | Übertragene Schwangerschaft                                                                      | – | Übertragung                     |

## O60–O75  Komplikationen bei Wehentätigkeit und Entbindung
| Code | Beschreibung                                                                                              | Namen der Erkrankungen (Synonyme) | Übersichtsartikel                    |
| ---- | --- | --- | ------------------------------------ |
| O60  | Vorzeitige Wehen                                                                                          | – | Wehe                                 |
| O61  | Misslungene Geburtseinleitung                                                                             | – | Geburtseinleitung                    |
| O62  | Abnorme Wehentätigkeit                                                                                    | – | Wehe                                 |
| O63  | Protrahierte Geburt                                                                                       | – | Geburtsdauer                         |
| O64  | Geburtshindernis durch Lage-, Haltungs- und Einstellungsanomalien des Feten                               | Scheitelbeineinstellung, Hoher Geradstand, Hintere Hinterhauptslage, Schulterdystokie, Beckenendlage, Querlage, Stirnlage, Roederer-Kopfhaltung | Einstellungsanomalie, Kindslage      |
| O65  | Geburtshindernis durch Anomalie des mütterlichen Beckens                                                  | – | –                                    |
| O66  | Sonstiges Geburtshindernis                                                                                | – | –                                    |
| O67  | Komplikationen bei Wehen und Entbindung durch intrapartale Blutung, anderenorts nicht klassifiziert       | – | –                                    |
| O68  | Komplikationen bei Wehen und Entbindung durch fetalen Distress [fetal distress] [fetaler Gefahrenzustand] | Mekoniumaspiration | Risikogeburt                         |
| O69  | Komplikationen bei Wehen und Entbindung durch Nabelschnurkomplikationen                                   | Nabelschnurknoten | –                                    |
| O70  | Dammriss unter der Geburt                                                                                 | – | Dammriss                             |
| O71  | Sonstige Verletzungen unter der Geburt                                                                    | Zervixriss, Scheidenriss | –                                    |
| O72  | Postpartale Blutung                                                                                       | Atonische Nachblutung | –                                    |
| O73  | Retention der Plazenta und der Eihäute ohne Blutung                                                       | – | Plazentaretention                    |
| O74  | Komplikationen bei Anästhesie während der Wehentätigkeit und bei der Entbindung                           | – | Narkoserisiko, Narkosekomplikationen |
| O75  | Sonstige Komplikationen bei Wehentätigkeit und Entbindung, anderenorts nicht klassifiziert                | – | –                                    |

## O80–O84  Entbindung
| Code | Beschreibung                                                    | Stichwörter                                          | Übersichtsartikel |
| ---- | --------------------------------------------------------------- | ---------------------------------------------------- | ----------------- |
| O80  | Spontangeburt eines Einlings                                    | Kristeller-Handgriff                                 | Geburt            |
| O81  | Geburt eines Einlings durch Zangen- oder Vakuumextraktion       | Geburtszange, Vakuumextraktion, Kristeller-Handgriff | Geburt            |
| O82  | Geburt eines Einlings durch Schnittentbindung [Sectio caesarea] | Wunschkaiserschnitt, Misgav-Ladach-Methode           | Kaiserschnitt     |
| O83  | Sonstige geburtshilfliche Maßnahmen bei Geburt eines Einlings   | Beckenendlage, Äußere Wendung                        | Geburt            |
| O84  | Mehrlingsgeburt                                                 | Mehrlinge, Zwilling                                  | Geburt            |

## O85–O92  Komplikationen, die vorwiegend im Wochenbett auftreten
| Code | Beschreibung                                                                                          | Namen der Erkrankungen (Synonyme) | Übersichtsartikel                    |
| ---- | --- | --------------------------------- | ------------------------------------ |
| O85  | Puerperalfieber                                                                                       | –                                 | Kindbettfieber                       |
| O86  | Sonstige Wochenbettinfektionen                                                                        | Harnwegsinfekt, Kolpitis          | –                                    |
| O87  | Venenkrankheiten als Komplikation im Wochenbett                                                       | Krampfadern                       | –                                    |
| O88  | Embolie während der Gestationsperiode                                                                 | Fruchtwasserembolie               | Embolie                              |
| O89  | Komplikationen bei Anästhesie im Wochenbett                                                           | –                                 | Narkoserisiko, Narkosekomplikationen |
| O90  | Wochenbettkomplikationen, anderenorts nicht klassifiziert                                             | Wochenflussstau, Hämatom          | Wochenfluss, Wundheilung             |
| O91  | Infektionen der Mamma [Brustdrüse] im Zusammenhang mit der Gestation                                  | –                                 | Mastitis                             |
| O92  | Sonstige Krankheiten der Mamma [Brustdrüse] im Zusammenhang mit der Gestation und Laktationsstörungen | Galactorrhoe, Hypogalaktie        | –                                    |

## O94–O99  Sonstige Krankheitszustände während der Gestationsperiode, die anderenorts nicht klassifiziert sind
| Code | Beschreibung | Namen der Erkrankungen (Synonyme)                                                                  | Übersichtsartikel |
| ---- | --- | -------------------------------------------------------------------------------------------------- | ----------------- |
| O94  | Folgen von Komplikationen während Schwangerschaft, Geburt und Wochenbett                                                                               | –                                                                                                  | –                 |
| O95  | Sterbefall während der Gestationsperiode nicht näher bezeichneter Ursache                                                                              | Müttersterblichkeit                                                                                | –                 |
| O96  | Tod infolge jeder gestationsbedingten Ursache nach mehr als 42 Tagen bis unter einem Jahr nach der Entbindung                                          | Müttersterblichkeit                                                                                | –                 |
| O97  | Tod an den Folgen direkt gestationsbedingter Ursachen                                                                                                  | Müttersterblichkeit                                                                                | –                 |
| O98  | Infektiöse und parasitäre Krankheiten der Mutter, die anderenorts klassifizierbar sind, die jedoch Schwangerschaft, Geburt und Wochenbett komplizieren | Tuberkulose, Syphilis, Gonorrhoe, Infektionen, Virushepatitis, Viruserkrankung, Protozoeninfektion | –                 |
| O99  | Sonstige Krankheiten der Mutter, die anderenorts klassifizierbar sind, die jedoch Schwangerschaft, Geburt und Wochenbett komplizieren                  | Anämie,                                                                                            | –                 |